# Шёльшер, Виктор
Викто́р Шёльше́р (фр. Victor Schœlcher, 22 июля 1804, Париж — 25 декабря 1893, Уль, Ивелин) — французский публицист и государственный деятель, известен борьбой за отмену рабства во Франции, увенчавшейся успехом в 1848.

## Начало публицистической деятельности
Эльзасского происхождения (Фессенхайм, Верхний Рейн), сын богатого фабриканта Марка Шёльшера, торговца фарфором. Окончил парижский лицей Кондорсе, увлекался литературой и музыкой, был знаком с Жорж Санд, Гектором Берлиозом и Францем Листом (впоследствии написал биографию Генделя). С ранних лет посвятил себя литературной деятельности, после поездки в Америку по коммерческим делам семьи особо заинтересовавшись вопросом об уничтожении рабства. Для лучшего изучения этого вопроса он совершил целый ряд путешествий в те страны, где рабство пустило наиболее крепкие корни; посетил Мексику, США (1829), Большие и Малые Антильские острова (1840), Грецию, Египет, Турцию (1845), Сенегал, Гамбию и некоторые др. пункты западного берега Африки (1847). Результатом этих путешествий стал ряд сочинений, в которых Шёльшер ярко изобразил ужасы рабства. Важнейшие из них: «De l’Esclavage des Noirs et de la législation coloniale» (О рабстве чёрных и о колониальном законодательстве, 1833); «L’Abolition de l’esclavage» (Отмена рабства, 1840); «Les colonies françaises» (Французские колонии, 1842), «Les colonies étrangers et Haïti» (Иностранные колонии и Гаити, 1843); «L’Egypte en 1845» (Египет в 1845 году, 1846); «L’Histoire de l’esclavage pendant les deux dernières années» (История рабства за последние два года, 1847).
Шёльшер стал первым европейским аболиционистом, посетившим завоевавшее независимость Гаити. Выступал за замену рабского труда в карибских колониях крупными централизованными фабриками. Считался ведущим европейским экспертом по Карибам, руководил группой экспертов-корреспондентов в США, Великобритании и на Карибах.

## Государственная деятельность при Второй республике. Отмена рабства
В то же время он принимал участие в борьбе с Июльской монархией и, после революции 1848 г., поступил на службу в морское министерство, в качестве помощника статс-секретаря (3 марта 1848 г.).
Под его председательством была учреждена особая комиссия, выработавшая декрет 27 апреля 1848 г. об уничтожении рабства во французских колониях. Ему же следует приписать проведение закона 12 марта об отмене телесных наказаний во флоте. Выбранный депутатом Мартиники в Учредительное собрание (9 августа 1848 г.), а затем и в законодательное собрание, Шёльшер не переставал вести борьбу со сторонниками рабовладельцев. К этому времени относятся его сочинения: «La verité aux ouvriers et cultivateurs de la Martinique» («Голос истины рабочим и сельским труженикам Мартиники», 1850); «Protestation des citoyens français nègres et mulâtres contre des accusations calomnieuses» («Протест негров и мулатов, граждан Франции, против клеветнических обвинений», 1851); «Le procès de Marie-Galande» («Процесс Мари-Галанд», 1851) и др.
Примкнув к радикалам (партия Горы), Шёльшер голосовал против Римской экспедиции, провёл изменение в законе о железных дорогах, обязывавшее компании предоставлять пассажирам третьего класса закрытые вагоны, и представил проект об отмене смертной казни. Последний уже был на очереди, когда произошёл переворот 2 декабря 1851 г. Во время борьбы на баррикадах Шёльшер вместе с Боденом находился в предместье Сент-Антуан, призывая народ к защите конституции. Изгнанный из Франции, он поселился в Англии. Здесь он написал «Histoire du crime du 2 décembre» («История преступления 2 декабря», L., 1852) и «Le gouvernement du 2 décembre» («Правительство 2 декабря», ib., 1853). В эмиграции поддерживал дружеские отношения с другим знаменитым изгнанником — Виктором Гюго. Упоминается в «Былом и думах» Герцена среди наиболее выдающихся эмигрантов.

## Деятельность во время Третьей республики

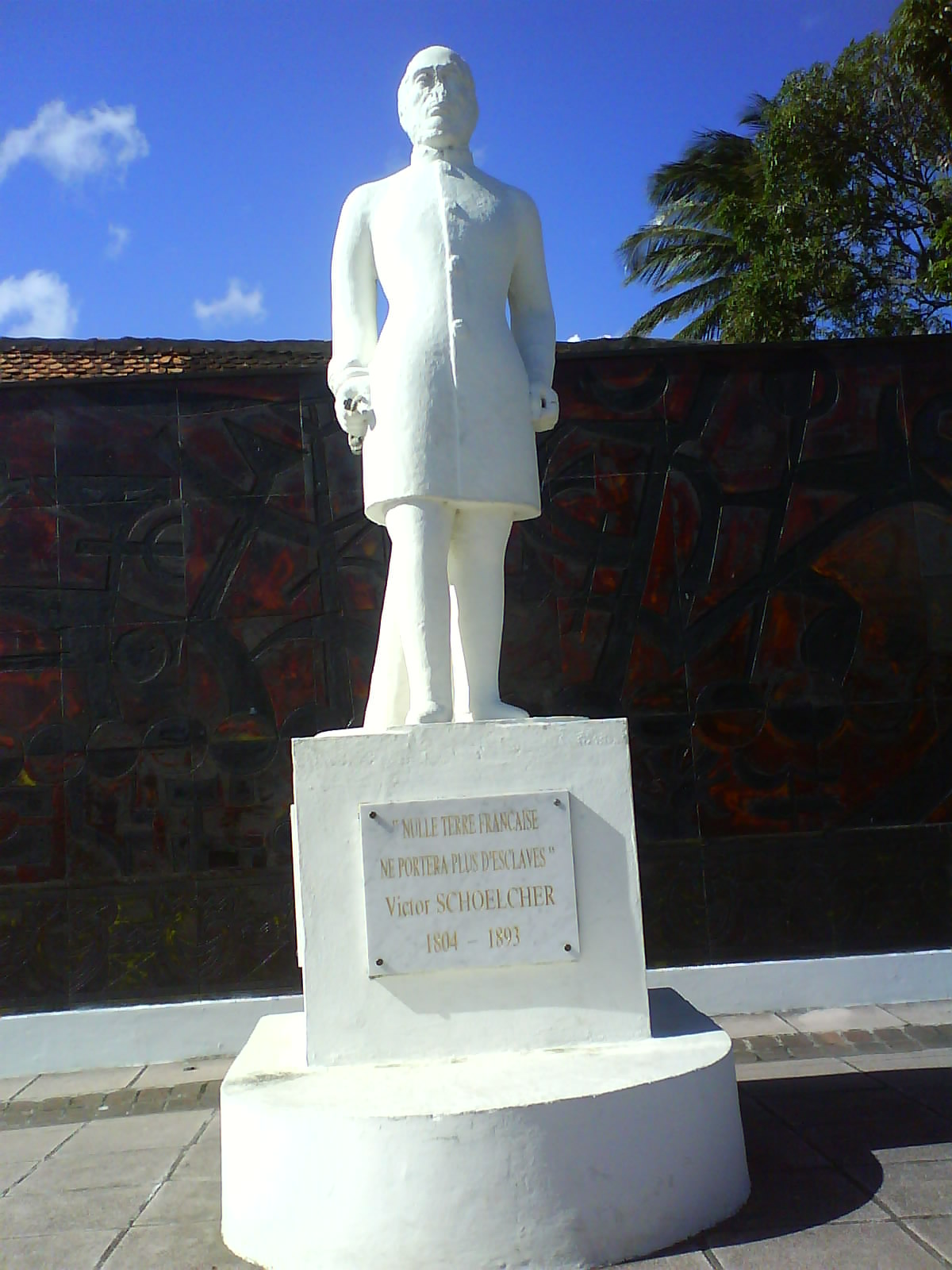
Памятник Виктору Шёльшеру в коммуне Шёльшер, Мартиника

Отказавшись воспользоваться объявленной в 1859 г. амнистией, он вернулся во Францию только 6 августа 1870 г., был назначен полковником штаба национальной гвардии и во время осады Парижа командовал частью артиллерии. Выбранный в следующем году депутатом в Национальное собрание, он во время Парижской коммуны был в числе депутатов, старавшихся примирить враждующих. По приказу комитета общественного спасения он был арестован, но вскоре освобождён. 16 декабря 1875 года он был избран несменяемым сенатором. В сенате он примкнул к партии левых республиканцев (Union républicaine), снова выступил в защиту своего проекта об отмене смертной казни, требовал полной амнистии коммунарам, постоянно защищал интересы колоний и проповедовал самые крайние антицерковные воззрения. Кроме указанных выше работ, Шёльшер напечатал ещё:
- «The Life of Haendel» («Жизнь Генделя», L., 1857);
- «The Sunday rest» («Воскресный покой», ib., 1870);
- «Le crime de décembre en province» («Декабрьское преступление в провинции», 1875);
- «La grande conspiration du pillage et du meurtre à la Martinique» («Великий заговор с целью грабежа и истребления Мартиники», 1875);
- «Le vrai Saint Paul» («Истинный святой Павел», 1879);
- «L’Esclavage au Sénégal en 1880» («Рабство в Сенегале в 1880 году», 1880);
- «Polémique coloniale, 1871—1881,1882-1885» («Колониальная полемика», 1882, 1886);
- «Vie de Toussaint Louverture» («Жизнь Туссен-Лувертюра», 1889) и др.

## Память
Шёльшеру поставлены памятники на Гваделупе, на Мартинике и во многих французских городах. В честь Шёльшера при его жизни (1888) названа четвёртая по величине коммуна Мартиники, а впоследствии также самый престижный лицей острова. На Гваделупе и в Фессенхайме имеются его музеи. Именем Шёльшера названо несколько кораблей. В 1949 году его останки перенесены с кладбища Пер-Лашез в Пантеон. Одновременно с Шёльшером в Пантеоне похоронен и первый удостоенный такой чести француз африканского происхождения — Феликс Эбуэ.